# Список членів Європейської кіноакадемії від України
Список представників української кіноіндустрії в Європейській кіноакадемії (англ. European Film Academy). Загалом, станом на 22 червня 2025 року, в Європейській кіноакадемії, яка нараховує 5819 європейських кінематографістів, Україну представляє 123 особи.
| №                            | Фото | Особа                       | Професія | Рік  | Дж.           |
| ---------------------------- | ---- | --------------------------- | --- | ---- | ------------- |
| 1                            |      | Наріман Алієв               | режисер фільми: «Повернутись зі світанком», «Без тебе», «Додому» | 2019 | [ 3 ]         |
| 2                            |      | Максим Асадчий              | продюсер фільми: «Брати. Остання сповідь», «Ольга» | 2023 | [ 4 ]         |
| 3                            |      | Сергій Авдєєв               | звукорежисер, композитор фільми: «Рубіж. Грубешівська операція», «Зарваниця», «Ля Палісіада» | 2024 | [ 5 ]         |
| 4                            |      | Дарія Бадьйор               | кінокритикиня, журналістка, співзасновниця ГО «Спілка кінокритиків України» проєкт «Розплутуючи імперію» | 2024 | [ 5 ]         |
| 5                            |      | Антон Байбаков              | композитор, звукорежисер фільми: «Українські шерифи», «Зелена кофта», «Дорога» | 2024 | [ 6 ]         |
| 6                            |      | Микола Базаркін             | режисер монтажу фільми: «Співає Івано-Франківськтеплокомуненерго», «Вулкан», «Війна химер» | 2024 | [ 7 ]         |
| 7                            |      | Роман Балаян                | режисер, сценарист фільми: «Польоти уві сні та наяву», «Бережи мене, мій талісмане», «Перше кохання», «Райські птахи» | 2008 | [ 8 ]         |
| 8                            |      | Сергій Баранов              | продюсер фільми: «Інді», «Позивний „Бандерас“» | 2019 | [ 9 ]         |
| 9                            |      | Дарина Бассель              | продюсерка фільми: «Будинок зі скалок», «Бачення метелика» | 2023 | [ 4 ]         |
| 10                           |      | Руслан Батицький            | кінорежисер, сценарист фільми: «Уроки української», «Гра в сліпоту» | 2024 | [ 6 ]         |
| 11                           |      | Ольга Бесхмельниціна        | продюсерка фільми: «Земля Івана», «Стоп-Земля» | 2023 | [ 4 ]         |
| 12                           |      | В'ячеслав Бігун             | кінорежисер фільми: «Її хліб насущний», «Серце мами Гонгадзе», «Лист Тарковському» | 2024 | [ 5 ]         |
| 13                           |      | Олег Борщевський            | режисер фільми: «DZIDZIO Контрабас» | 2018 | [ 10 ]        |
| 14                           |      | Олександра Братищенко       | продюсерка фільми: «Ти — космос», «Крим. Як це було» | 2025 | [ 2 ]         |
| 15                           |      | Денис Буданов (Ден Буданов) | кінознавець, кінокритик, автор блогу про кіно «KINOфайли», фестивальний програмер, член Міжнародної федерації кінопреси (ФІПРЕССІ), Спілки кінокритиків України, Української кіноакадемії та Українського Оскарівського комітету каденції 2022–2023 років | 2024 | [ 11 ]        |
| 16                           |      | Сергій Буковський           | режисер фільми: «Війна. Український рахунок», «Живі» | 2023 | [ 4 ]         |
| 17                           |      | Валентин Васянович          | режисер, оператор фільми: «Звичайна справа», «Креденс», «Присмерк», «Плем'я», «Рівень чорного» | 2015 | [ 12 ]        |
| 18                           |      | Ірма Вітовська              | акторка театру та кіно, продюсерка фільми: «Брама», «Мої думки тихі», «Казка старого мельника» | 2024 | [ 7 ]         |
| 19                           |      | Владислав Воронін           | кінооператор фільми: «Паперове серце», «Як там Катя?» | 2023 | [ 4 ]         |
| 20                           |      | Поліна Герман               | продюсерка фільми: «Дівія», «Король Лір: Як ми шукали любов під час війни» | 2023 | [ 13 ]        |
| 21                           |      | Ольга Гібелінда             | продюсерка фільми: «Дача» («Янголи/Дачі»), «Корисно для кожного» | 2022 | [ 14 ]        |
| 22                           |      | Ілля Гладштейн              | продюсер фільми: «Співає Івано-Франківськтеплокомуненерго» | 2023 | [ 4 ]         |
| 23                           |      | Олег Головьошкін            | звукорежисер фільми: «Плем'я», «Зелена кофта», «Стоп-Земля» | 2024 | [ 15 ]        |
| 24                           |      | Аліна Горлова               | режисер фільми: «Холодний Яр. Інтро», «Цей дощ ніколи не скінчиться», «Перший крок у хмарах» | 2023 | [ 16 ]        |
| 25                           |      | Марина Горбач               | режисер фільми: «Гавкіт чорних псів», «Люби мене», «Клондайк» | 2017 | [ 17 ]        |
| 26                           |      | Андрій Границя              | продюсер фільми: «Екс», «Вусатий Фанк» | 2020 | [ 18 ]        |
| 27                           |      | Олена Гресь                 | художник з костюмів фільми: «Плем'я», «Дідочок», «Брама» | 2015 | [ 12 ]        |
| 28                           |      | Олена Дем'яненко            | режисерка, сценаристка, продюсер фільми: «Дві Юлії», «F63.9 Хвороба кохання», «Моя бабуся Фані Каплан» | 2018 | [ 19 ]        |
| 29                           |      | Дмитро Десятерик            | критик, журналіст газета «День», артенциклопедія «UKRAINE. THE BEST. Культурний простір від А до Я» | 2023 | [ 4 ]         |
| 30                           |      | Тарас Дронь                 | режисер фільми: «DZIDZIO Перший Раз», «Із зав'язаними очима» | 2019 | [ 9 ]         |
| 31                           |      | Катерина Дубчак             | художниця з гриму фільми: «Цензорка» | 2023 | [ 4 ]         |
| 32                           |      | Владислав Дудко             | продюсер фільми: «Пекельна Хоругва, або Різдво Козацьке», «Як там Катя?» | 2023 | [ 4 ]         |
| 33                           |      | Юрій Дунай                  | оператор, оператор-постановник фільми: «Черкаси», «Переломний момент: Війна за демократію в Україні», «Зима, що нас змінила» | 2024 | [ 15 ]        |
| 34                           |      | Анна Єлісєєва               | продюсерка фільми: «Мавка. Лісова пісня» | 2023 | [ 4 ]         |
| 35                           |      | Андрій Єрмак                | продюсер (компанія «Гарнет інтернешнл медіа груп») фільми: «Правило бою», «Межа» | 2017 | [ 20 ]        |
| 36                           |      | Богдан Жук                  | представник кінофестивалю «Молодість» | 2023 | [ 4 ]         |
| 37                           |      | Ольга Журженко              | продюсер фільми: «Трубач», «Процес», «Гамер» | 2015 | [ 21 ]        |
| 38                           |      | Андрій Загданський          | режисер фільми: «Мій батько Євген», «Помаранчева зима», «Тлумачення сновидінь» | 2019 | [ 22 ]        |
| 39                           |      | Олексій Згонік              | продюсер фільми: «Назавжди-назавжди» | 2024 | [ 5 ]         |
| 40                           |      | Сергій Зленко               | демонстратор кіно, директор київського кінотеатру «Boomer» | 2018 | [ 23 ]        |
| 41                           |      | Денис Іванов                | дистриб'ютор (компанія «Артхаус Трафік») | 2012 | [ 24 ]        |
| 42                           |      | Михайло Іллєнко             | режисер фільми: «Там вдалині, за рікою», «Фучжоу» | 2022 | [ 14 ]        |
| 43                           |      | Пилип Іллєнко               | продюсер фільми: «Толока», «Молитва за гетьмана Мазепу» | 2022 | [ 25 ]        |
| 44                           |      | Валерій Калмиков            | продюсер фільми: «Ми не згаснемо» | 2024 | [ 11 ]        |
| 45                           |      | Яна Калмикова               | продюсер фільми: «Ми не згаснемо» | 2024 | [ 11 ]        |
| 46                           |      | Анна Капустіна              | продюсерка фільми: «Земля блакитна, ніби апельсин», «Лимани: Бій за рай» | 2023 | [ 16 ]        |
| 47                           |      | Анастасія Карпенко          | акторка фільми: «Ми більше ніж я», «Лікар Ковальчук» | 2023 | [ 4 ]         |
| 48                           |      | Поліна Карчева              | художник з костюмів фільми: | 2023 | [ 4 ]         |
| 49                           |      | Сергій Касторних            | Сценарист, режисер фільми: «Мирний-21», «Війна в моїй голові», «Зірки за обміном» | 2024 | [ 26 ]        |
| 50                           |      | Владислав Клімчук           | режисер фільми: «Найкращі вихідні», «Скажене весілля» | 2021 | [ 27 ]        |
| 51                           |      | Аліса Коваленко             | режисерка фільми: «Аліса в країні війни», «Домашні ігри» | 2019 | [ 28 ]        |
| 52                           |      | Артем Колюбаєв              | продюсер фільми: «Щедрик», Я працюю на цвинтарі» | 2021 | [ 29 ]        |
| 53                           |      | Надія Коротушка             | продюсерка фільми: «Скажене весілля» | 2023 | [ 4 ]         |
| 54                           |      | Олександра Костіна          | продюсерка фільми: «Памфір» | 2023 | [ 4 ]         |
| 55                           |      | Каріна Костина              | продюсерка фільми: «Наші ідеальні діти», «Дні, які хочеться забути», «Le Zhovten de Kyiv», «Silent Flood» | 2023 | [ 13 ]        |
| 56                           |      | Андрій Котляр               | оператор, продюсер фільми: «Східняк», «Залізні метелики», «День Незалежності» | 2024 | [ 7 ]         |
| 57                           |      | Ірина Костюк                | продюсерка фільми: «Пошта», «Мавка. Лісова пісня» | 2020 | [ 30 ]        |
| 58                           |      | Геннадій Кофман             | продюсер фільми: «Михайло і Даниїл», «Дибук. Історія мандрівних душ», «Жива ватра» | 2019 | [ 31 ]        |
| 59                           |      | Олександра Кравченко        | продюсерка фільми: «Fixing the War», «Одного разу я хочу побачити тебе щасливим», «Рози. Фільм-кабаре», «Фаза» | 2024 | [ 7 ]         |
| 60                           |      | Галина Криворчук            | продюсерка, редакторка, сценаристка фільми: «Ля Палісіада», «Михайлівський Золотоверхий монастир. 900 років», «Технічна перерва» | 2024 | [ 7 ]         |
| 61                           |      | Надія Кудрявцева            | художник з костюмів фільми: «Чемпіони з підворіття», «Хайтарма», «Моя бабуся Фані Каплан», «Кіборги» | 2018 | [ 19 ]        |
| 62                           |      | Андрій Курков               | письменник, сценарист сценарист: «Яма», «Єлисейські поля», «Приятель небіжчика», «Крапка в кінці роману» | 1998 | [ 32 ]        |
| 63                           |      | Сергій Лавренюк             | продюсер (компанія «Solar Media Entertainment») фільми: «SelfieParty», «Лагідна», «DZIDZIO Контрабас», «Коли падають дерева», «Гірська жінка: на війні»                                                                                                   | 2018 | [ 33 ]        |
| 64                           |      | Наталія Лібет               | продюсерка фільми: «Стоп-Земля», «Анна» | 2023 | [ 4 ]         |
| 65                           |      | Андрій Лисецький            | режисер, оператор фільми: «Блаженні», «Земля Івана» | 2024 | [ 5 ]         |
| 66                           |      | Ярослав Лодигін             | режисер фільми: «Дике поле» | 2019 | [ 34 ]        |
| 67                           |      | Анастасія Лодкіна           | сценаристка фільми: «Найкращі вихідні», «Коза Ностра. Мама їде» | 2023 | [ 35 ]        |
| 68                           |      | Ольга Любарова              | кастинг-директорка, засновниця української Асоціації кастинг-директорів фільми: «Штангіст», «Знебарвлена», «Папині кросівки», «Памфір» | 2023 | [ 36 ]        |
| 69                           |      | Марина Майковська           | редакторка фільми: «Все палає» | 2023 | [ 4 ]         |
| 70                           |      | Аліна Максименко            | режисер фільми: «Ptitsa», «Зшиті кроки» (In Limbo) | 2024 | [ 15 ]        |
| 71                           |      | Олександр Максимчук         | продюсер «ПРАЙМ СТОРІ ПІКЧЕРС» фільми: «Кохання (Deep Love)» | 2021 | [ 27 ]        |
| 72                           |      | Ольга Матат                 | продюсерка фільми: «Як там Катя?» | 2023 | [ 4 ]         |
| 73                           |      | Анна Мачух                  | виконавча директорка Української кіноакадемії | 2021 | [ 37 ]        |
| 74                           |      | Ія Мислицька                | продюсерка, сценаристка (компанія «Гармата фільм продакшн») фільми: «Креденс», «Звичайна справа», «Плем'я» | 2015 | [ 12 ]        |
| 75                           |      | Дмитро Мінзянов             | продюсер фільми: «Погані дороги» | 2023 | [ 4 ]         |
| 76                           |      | Юрій Мінзянов               | продюсер (компанія «Kristi Films») фільми: «Ґолден лав», «Припутні», «Випуск'97», «Бузок» | 2018 | [ 38 ]        |
| 77                           |      | Микита Моісеєв              | композитор фільми: «Пиріг», «Коли падають дерева» | 2023 | [ 4 ]         |
| 78                           |      | Катерина Молчанова          | акторка фільми: «Моя русалка, моя Лореляй», «Моя бабуся Фані Каплан», «Рівень чорного», «Бузок» | 2018 | [ 33 ]        |
| 79                           |      | Олена Моренцова-Шулик       | продюсерка фільми: «Магда», «Смак Свободи» | 2023 | [ 13 ]        |
| 80                           |      | Олексій Москаленко          | оператор, продюсер фільми: «Моя бабуся Фані Каплан», «Брама», «Бобот та енергія Всесвіту» | 2018 | [ 19 ]        |
| 81                           |      | Марися Нікітюк              | режисерка фільми: «В деревах», «Сказ», «Свині», «Коли падають дерева», «Серафима» | 2018 | [ 39 ]        |
| 82                           |      | Антоніна Ноябрьова          | сценаристка, кінопродюсерка та режисерка фільми: «Герой мого часу», «День незалежності», «Ти мене не любиш?» | 2024 | [ 6 ]         |
| 83                           |      | Влад Одуденко               | художник-постановник фільми: «Поводир», «Самотній за контрактом», «Плем'я», «Сторожова застава», «Захар Беркут» | 2016 | [ 40 ]        |
| 84                           |      | Єгор Олесов                 | продюсер (студія «Animagrad») фільми: «Сторожова застава», «Викрадена принцеса: Руслан і Людмила», «Захар Беркут», «Мавка. Лісова пісня», «Анна Київська»                                                                                                 | 2015 | [ 41 ]        |
| 85                           |      | Дар’я Онищенко              | режисерка фільми: «Забуті» | 2023 | [ 4 ]         |
| 86                           |      | Павло Остріков              | режисер фільми: «Ґолден лав», «Випуск'97» | 2018 | [ 39 ]        |
| 87                           |      | Тимур Полянський            | композитор музика до фільмів: «Квартет для двох», «Король дамавалет», «Мама напрокат» | 2018 | [ 19 ]        |
| 88                           |      | Сергій Прокопенко           | звукорежисер фільми: «Украдений місяць. Кум», «Так, я жінка», «Степне» | 2024 | [ 5 ]         |
| 89                           |      | Петро Русанєнко             | актор театру та кіно фільми: «S(HE)», «Чачьо» | 2024 | [ 5 ]         |
| 90                           |      | Влад Ряшин                  | продюсер (компанія «Star Media») фільми: «За двома зайцями», «Попелюшка.ру», «Повзе змія», «Бременські розбишаки», «Припутні», «Менталіст» | 2018 | [ 33 ]        |
| 91                           |      | Ігор Савиченко              | продюсер фільми: «Перший крок у хмарах», «Зелена кофта», «Брати. Остання сповідь», «Бранці», «Брама», «Коли падають дерева» | 2019 | [ 42 ]        |
| 92                           |      | Алла Самойленко             | кастинг-директорка фільми: «Коли падають дерева», «Люксембург, Люксембург» | 2023 | [ 4 ]         |
| 93                           |      | Ахтем Сеітаблаєв            | актор, режисер фільми: «Хайтарма», «Чужа молитва», «Кіборги», «Захар Беркут», «Додому» | 2019 | [ 43 ]        |
| 94                           |      | Олег Сенцов                 | режисер фільми: «Носоріг», «Номери», «Гамер» | 2021 | [ 44 ]        |
| 95                           |      | Юлія Сінькевич              | генеральна продюсерка Одеського міжнародного кінофестивалю фільми: «Рідні», «Узлісся» | 2018 | [ 19 ]        |
| 96                           |      | Віталій Скопелідіс          | художник з гриму фільми: «Свати», «Моя бабуся Фані Каплан», «Мир вашому дому!», «Пригоди S Миколая», «Гуцулка Ксеня», «Морена» | 2018 | [ 19 ]        |
| 97                           |      | Єлізавета Сміт              | режисерка фільми: «Школа №3», «Цимбаліст Петро» | 2017 | [ 20 ]        |
| 98                           |      | Філіп Сотниченко            | режисер, сценарист, монтажер, продюсер фільми: «Ля Палісіада», «Технічна перерва», «Цвях» | 2024 | [ 5 ]         |
| 99                           |      | Марина Софійчук             | Продюсерка, режисерка, акторка фільми: «Легенда Карпат», «Український Орфей у Парижі» | 2024 | [ 5 ]         |
| 100                          |      | Валерія Сочивець            | продюсер фільми: «Цвях», «Гойдалки» | 2021 | [ 27 ]        |
| 101                          |      | Сергій Степанський          | звукорежисер фільми: «Зелена кофта», «Плем'я», «Стрімголов», «Рівень чорного», «Вулкан» | 2015 | [ 12 ]        |
| 102                          |      | Вероніка Степанчук          | продюсерка фільми: «Мої думки тихі» | 2023 | [ 4 ]         |
| 103                          |      | Сергій Стеценко             | кінооператор фільми: «Майдан», «Зелена кофта», «Наші Котики» | 2024 | [ 45 ]        |
| 104                          |      | Дмитро Сухолиткий-Собчук    | режисер фільми: «Отроцтво», «Інтерсекція», «Штангіст» | 2018 | [ 46 ]        |
| 105                          |      | Павло Сушко                 | продюсер (компанія «Solar Media Entertainment») фільми: «Правило бою», «DZIDZIO Контрабас», «Егрегор» | 2018 | [ 47 ]        |
| 106                          |      | Крістіна Тинкевич           | режисерка фільми: «Як там Катя?» | 2023 | [ 4 ]         |
| 107                          |      | Дмитро Томашпольський       | режисер, сценарист, продюсер фільми: «Про шалене кохання, Снайпера і Космонавта», «Усім привіт!», «F63.9 Хвороба кохання», «Ржака» | 2018 | [ 19 ]        |
| 108                          |      | Тарас Томенко               | режисер фільми: «Тир», «Ліза», «Мамочки», «Будинок „Слово”» | 2018 | [ 23 ]        |
| 109                          |      | Вікторія Трофіменко         | режисерка фільми: «Моя бабуся Фані Каплан», «Брати. Остання сповідь» | 2023 | [ 4 ]         |
| 110                          |      | Володимир Усик              | оператор-постановник фільми: «Крим. Як це було», «Ля Палісіада», «Назовні» | 2024 | [ 7 ]         |
| 111                          |      | Олена Фетісова              | продюсерка, режисерка, сценаристка фільми: «Прикольна казка», «Не один вдома», «Параджанов», «Тепер я буду любити тебе», «Ефір» | 2014 | [ 48 ]        |
| 112                          |      | Євген Філатов               | композитор «Як звучить Україна» | 2023 | [ 4 ]         |
| 113                          |      | Андрій Халпахчі             | директор Київського міжнародного кінофестивалю «Молодість» | 2013 | [ 49 ]        |
| 114                          |      | Тетяна Ходаківська          | режисерка фільми: «Брати. Остання сповідь», «Поводир» | 2021 | [ 50 ]        |
| 115                          |      | В'ячеслав Цвєтков           | оператор фільми: «Цей дощ ніколи не скінчиться», «Земля блакитна, ніби апельсин» | 2019 | [ 22 ]        |
| 116                          |      | Ірина Цілик                 | режисерка фільми: «Помин», «Земля блакитна, ніби апельсин» | 2023 | [ 4 ]         |
| 117                          |      | Ольга Черних                | режисерка фільми: «Фото на пам'ять» | 2025 | [ 2 ]         |
| 118                          |      | Олександр Чорний            | режисер монтажу фільми: «Люксембург, Люксембург», «Погані дороги» | 2019 | [ 52 ]        |
| 119                          |      | Сашко Чубко                 | продюсер фільми: «Ольга» | 2023 | [ 4 ]         |
| 120                          |      | Олександр Шатківський       | звукорежисер фільми: «Забуті», «Дорога», «Коли падають дерева» | 2020 | [ 18 ]        |
| 121                          |      | Віктор Шевченко             | продюсер фільми: «У справу втручається Остап Гуляй», «Ля Палісіада», «Завіса» | 2024 |               |
| 122                          |      | Юрій Шилов                  | режисер фільми: «Панорама» | 2019 | [ 52 ]        |
| 123                          |      | Алік Шпилюк                 | артдиректор Одеського міжнародного кінофестивалю | 2012 | [ 24 ]        |
| 124                          |      | Кирило Шувалов              | художник-постановник фільми: «Милий Ханс, дорогий Петро», «Лагідна», «Донбас», «Вулкан» | 2013 | [ 53 ]        |
| 125                          |      | Олесь Янчук                 | режисер фільми: «Казка про гроші», «Голод 33» | 2019 | [ 22 ]        |
| 126                          |      | Анна Яценко (Соболевська)   | со-продюсер кінопродакшн ForeFilms фільми: «Оператор Вікторія», «Я і Фелікс», «Люксембург, Люксембург» | 2021 | [ 29 ] [ 54 ] |
| 127                          |      | Володимир Яценко            | продюсер, голова Асоціації кіноіндустрії України фільми: «Дике поле», «Вічність», «Додому», «Атлантида» | 2019 | [ 22 ]        |
| Відсутні на офіційному сайті |      |                             | |      |               |
| 128                          |      | Антон Байбаков              | композитор музика до фільмів: «Зелена кофта», «Хворісукалюди», «Січень — березень», «Українські шерифи» | 2018 | [ 55 ]        |
| 129                          |      | Павло Залесов               | режисер монтажу фільми: «Будинок з вежкою», «Пісня пісень», «СОТКА» | 2017 | [ 17 ]        |
| 130                          |      | Олена Слабошпицька          | продюсер фільми: «Діагноз», «Глухота», «Плем'я», «Люксембург» | 2018 | [ 12 ]        |
| 131                          |      | Мирослав Слабошпицький      | режисер, сценарист, продюсер фільми: «Діагноз», «Плем'я», «Моя бабуся Фані Каплан», «Люксембург» | 2013 | [ 56 ]        |